# Ovation of the Seas
Ovation of the Seas — круизное судно компании Royal Caribbean International. Третий корабль компании класса Quantum (первый - Quantum of the Seas, второй - Anthem of the Seas). Введён в эксплуатацию 14 апреля 2016 года.

## Строительство

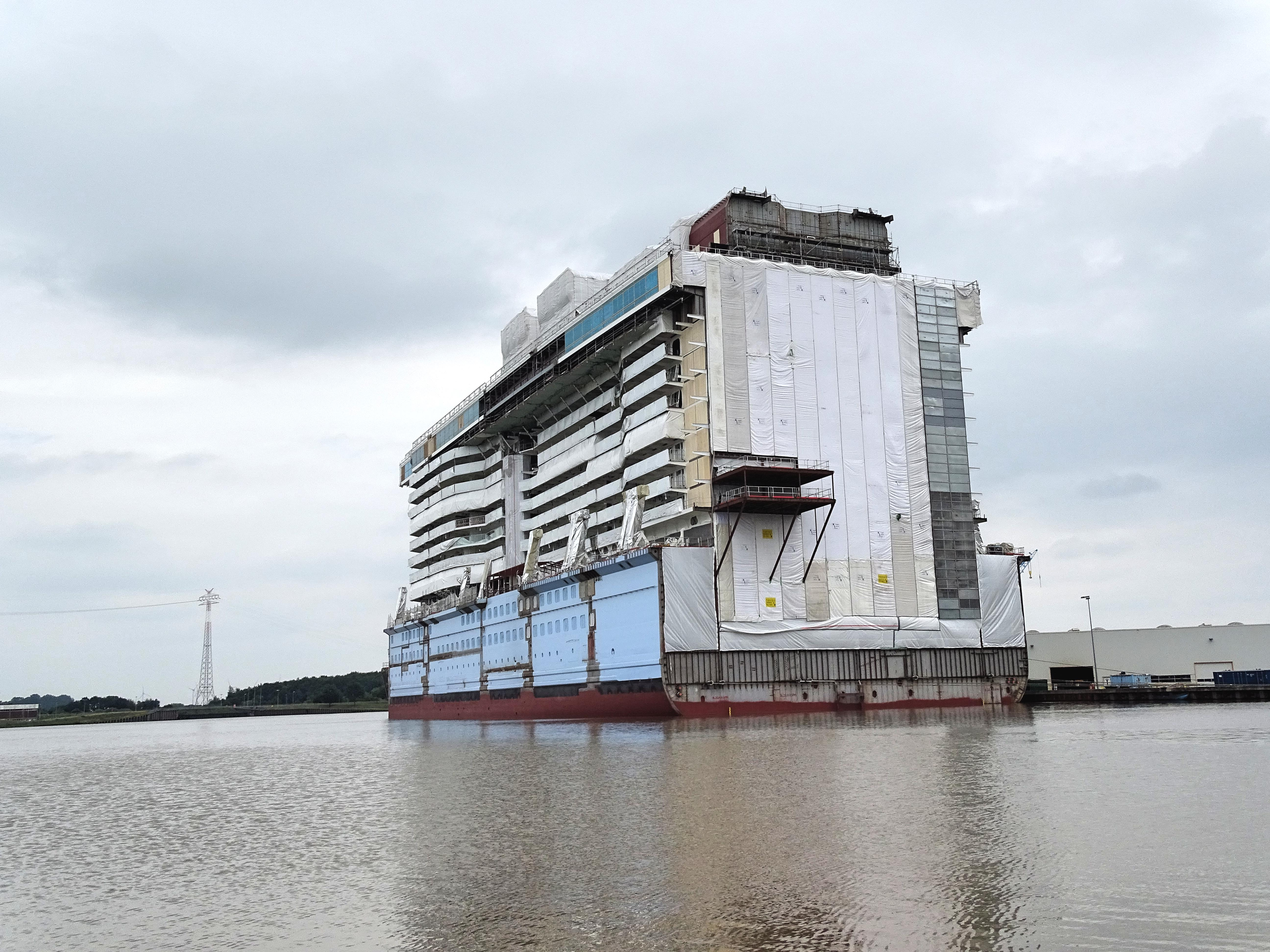
Строительство корабля 21 июня 2015

11 февраля 2011 года RCI объявила, что на немецкой верфи Meyer Werft для неё будут построены корабли нового класса, известного тогда под кодовым именем Project Sunshine. 31 октября 2013 RCI объявила официальное название класса — Quantum
30 мая 2013 года Royal Caribbean подписала контракт с Meyer Werft для строительства третьего корабля. 18 сентября 2014 года началось строительство. Было также объявлено название корабля — Ovation of the Seas. 8 апреля 2016 года строительство было завершено, а 14 апреля корабль прибыл к RCI.

## Рейсы
3 мая 2016 года начался 52-дневный круиз из Саутгемптона в Китай. С лета 2016 по весну 2019 корабль находился в Сиднее. Весной 2019 корабль находился в Сиэтле, США, совершая 7-дневные круизы на юг Аляски.